# ماگوماداس
ماگوماداس (به ایتالیایی: Magomadas) یک کومونه در ایتالیا است که در استان اریستانو واقع شده‌است.

## خصوصیات
ماگوماداس ۸٫۹ کیلومترمربع مساحت و ۶۲۸ نفر جمعیت دارد.